# Emilio Pensuti
Emilio Pensuti (Perugia, 26 aprile 1890 – Vizzola Ticino, 18 aprile 1918) è stato un aviatore italiano.

## Biografia

Il Caproni-Pensuti in volo.

Nacque a Perugia da Andrea Pensuti e Marianna Speranza, quest'ultima di origine abruzzese. Alla scomparsa del padre, quando aveva solo due anni, si trasferì presso la famiglia materna all'Aquila dove frequentò le scuole e rimase fino al 1907. Nel capoluogo abruzzese ebbe come padre adottivo Carlo Patrignani, militare poliedrico, affine alle arti e allo sport, e che con il giovane Pensuti realizzò una delle prime automobili cittadine.
Dotato di una predisposizione per l'ingegneria meccanica, si specializzò prima nelle acciaierie Falck di Sesto San Giovanni e poi nelle fabbriche Asteria di Torino, iniziando anche a muovere i primi interessi per l'aviazione. Nel 1911 collaborò alla realizzazione del monoplano Friuli e, l'anno seguente, conseguì il brevetto da pilota presso la base aerea di Aviano.
Nel 1913 fu insignito del grado di capitano ed arrivò a comandare la base aerea di Malpensa, dove conobbe il pioniere dell'aviazione Giovanni Battista Caproni, già fondatore dello stabilimento Caproni di Vizzola Ticino; con l'azienda milanese, a partire dal 1914, Pensuti mise a punto e collaudò il celebre triplano che prese il nome di Caproni-Pensuti — prodotto poi, dal 1918, nelle officine Ernesto Breda con il nome di Caproni-Breda — e che passò alla storia come il più piccolo aereo della Grande Guerra.
Negli anni seguenti, Pensuti continuò a lavorare per la Caproni effettuando in breve tempo oltre tremila voli e collaudando 41 apparecchi, guadagnandosi una certa notorietà e le lodi di alcuni personaggi di spicco, tra i quali Guglielmo Marconi e Gabriele D'Annunzio. Per la sua abilità, fu spesso arruolato dall'aeronautica militare italiana per delicate operazioni belliche, tra cui il bombardamento di Pola del 1917.
Il 18 aprile 1918, mentre effettuava un volo nell'area della Malpensa, si verificò un incendio sul suo velivolo; Pensuti riuscì a portare a termine l'atterraggio consentendo al copilota, il tenente Mario Galassini, di salvarsi mentre lui morì a causa delle ustioni.

## Dediche e riconoscimenti
A lui sono dedicati:

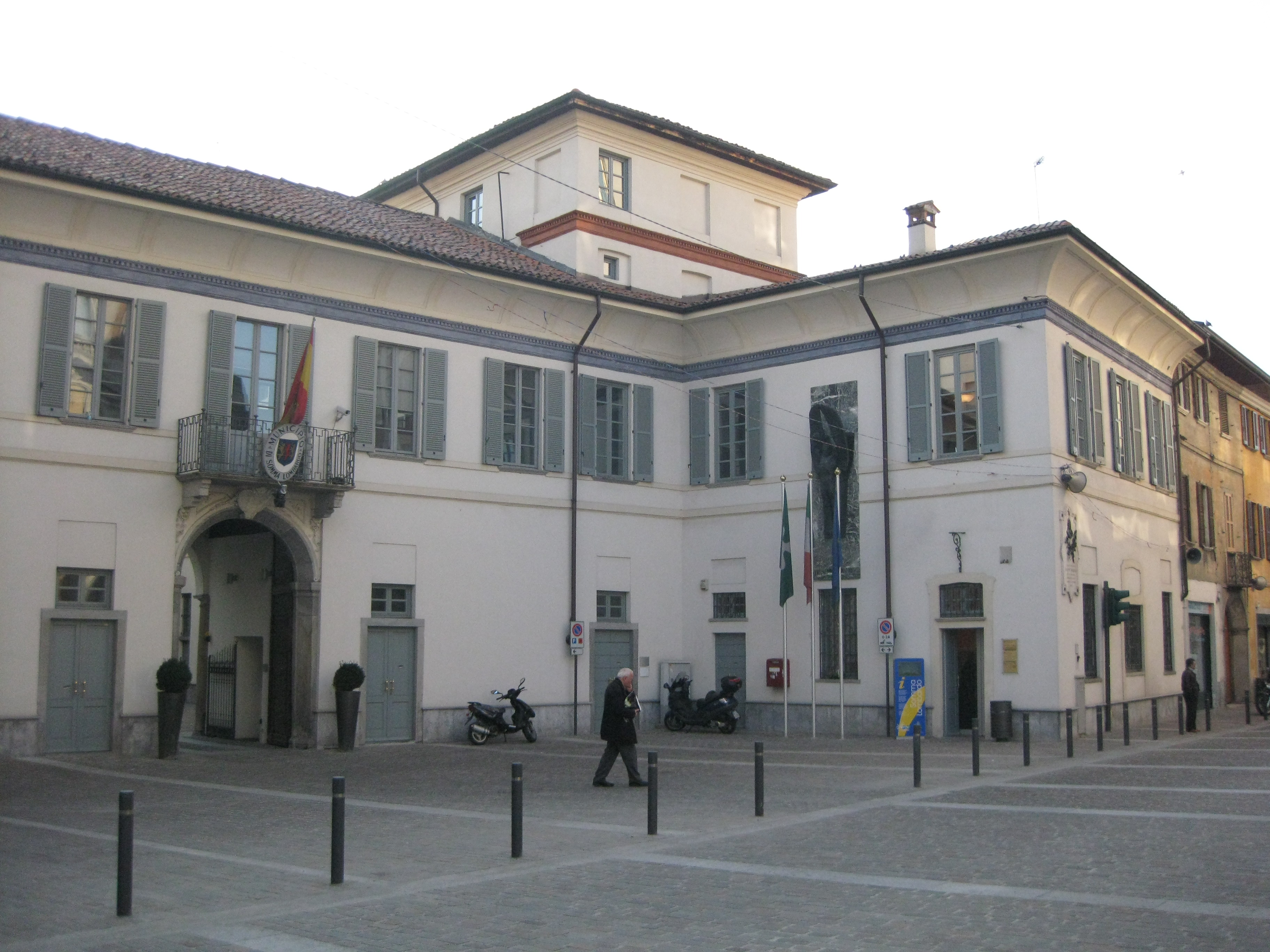
Il municipio di Somma Lombardo con il monumento ad Emidio Pensuti.

- il monumento bronzeo realizzato da Angelo Montegani e situato in piazza Vittorio Veneto a Somma Lombardo;
- il monumento lapideo situato all'interno dell'aeroporto di Linate a Milano, ivi trasferito dal campo di aviazione di Taliedo dove era stato inizialmente collocato nel 1921.

Gli sono state dedicate, inoltre, una via nel quartiere della Muratella a Roma ed una a Somma Lombardo.